# アメリカ博物館同盟

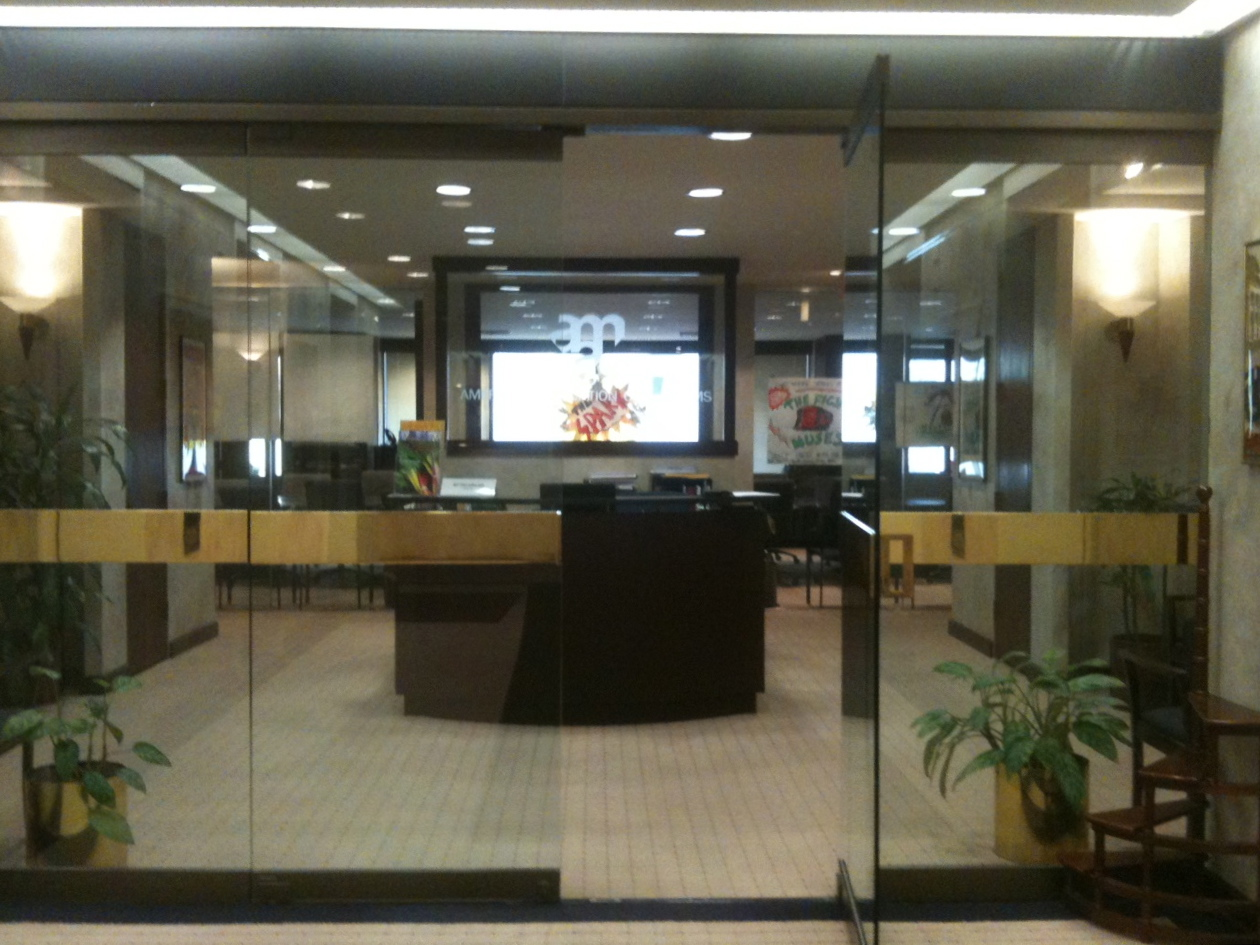
ワシントンD.C.にあった AAM 本部。現在は、アーリントン郡に所在。

アメリカ博物館同盟（アメリカはくぶつかんどうめい、英語: American Alliance of Museums（AAM）、旧称：アメリカ博物館協会 American Association of Museums）は、博物館の連携をも目的とする非営利団体。1906年に設立されたこの組織は、博物館の活動を支え、「博物館関係の専門職業人に、この分野の前進に必要とされる資源、知識、示唆、繋がり（museum professionals with the resources, knowledge, inspiration, and connections they need to move the field forward）」を提供している。
AAM は、博物館や、専門職業人、博物館で働く無報酬のスタッフなどを代表している。AAM には、博物館の専門職業人やボランティアなど 25,000人以上の個人が参加しているほか、4,000の団体、150社の企業が参加している。個人会員には、館長、キュレーター、運営管理者、教育者、展示デザイナー、広報担当者、開発担当者、安全管理者、理事、ボランティアなどがいる。
会員が所属する博物館の種類も、美術館、歴史博物館、科学博物館、軍事博物館、海事博物館、子ども向け博物館や、水族館、動物園、植物園、樹木園、史跡、科学技術センターなど多岐にわたっている。
2014年のアメリカ博物館協会の会議において、博物館・図書館サービス機構が報告したところによると、この時点でアメリカ合衆国には、少なくとも 35,000館の博物館が存在するとされた。

## 沿革
1905年12月21日、ワシントンD.C.のナショナル・ミュージアム (the National Museum) において、「アメリカの博物館の協会を設立せんとする努力への助言について議論する目的 (purpose of discussing the advisability of endeavoring to establish an association of the museums of America)」で非公式な会合が開かれた。協会の沿革において重要な出来事を、以下に列挙する。
- 1906年: 創設。
- 1911年: 南北アメリカの博物館ディレクトリが刊行される。
- 1923年: 本部が、ワシントンD.C.のスミソニアン協会本部（通称 Smithsonian Castle）の塔屋に設けられる。
- 1925年: 博物館員倫理綱領 (Code of Ethics for Museum Workers) が採択される。
- 1925年: ニューヨーク・カーネギー財団から $2,500 が提供され、博物館疲労についての調査がおこなわれる。
- 1961年: 博物館ディレクトリが刊行され、4,600館が掲載される。
- 1964年: 博物館が全国芸術文化振興法 (National Arts and Cultural Development Act) の対象に含まれる。
- 1966年: 国立博物館法 (National Museum Act) が成立。
- 1968年: ベルモント報告 (Belmont Report) が、博物館支援の強化のための認証評価制度の制定を求める。
- 1969年: ホルマン・J・スウィニー (Holman J. Swinney) を座長とする委員会の勧告により、認証評価制度が創設される。
- 1971年: グランドラピッズ公共博物館（英語版）ほか15館が、最初に認証評価される。
- 1976年: 新たな規約 (constitution) が採択される。
- 1980年: 博物館評価制度 (Museum Assessment Program, MAP) が、E・アルヴィン・ゲアハルト (E. Alvin Gearhardt) を座長とする委員会の勧告により制定され、MAP は博物館サービス協会（Institute of Museum Services , IMS：後に改称して、博物館・図書館サービス機構（IMLS）との協力協定を通して、支えられる。
- 2003年: ナチス時代の由来に関するインターネット・ポータル (the Nazi-Era Provenance Internet Portal, NEPIP) の創始[6][7]。
- 2006年: 博物館の年 (Year of the Museum) – AAM 創設百周年。
- 2009年: 最初の包括的戦略計画「The Spark」が採択される。
- 2012年: アメリカ博物館同盟 (American Alliance of Museums) への名称変更[2]。

## メディア・テクノロジー委員会
メディア・テクノロジー (Media and Technology, M&T) は、AAMの職業的ネットワークのひとつである。M&T ネットワークは、博物館と様々なメディア技術を結びつけるAAMの取り組みである。M&T ネットワークは、博物館が、一般来館者の需要に応えられるような、メディア技術の適切な活用を確認、検討、推奨する。参加者は、AAMの団体ないし個人会員に限られている。